# Stephen Bowen
Stephen Gerard Bowen (Cohasset, 13 de fevereiro de 1964), é um astronauta e submarinista norte-americano, primeiro oficial de submarinos da Marinha dos Estados Unidos a ingressar no corpo de astronautas da NASA.
Formado em engenharia naval pela Academia Militar dos Estados Unidos e em oceanografia pelo Instituto de Tecnologia de Massachusets, Bowen passou vários anos anos em serviço de submarinos, assumindo o cargo de oficial de engenharia do USS Augusta nos anos 1990, período durante o qual foi qualificado para comando de submarinos nucleares.

## NASA
Foi selecionado pela NASA em julho de 2000, passando dois anos em treinamento no Centro Espacial Lyndon B. Johnson em Houston, Texas, ao fim dos quais foi designado para funções em terra, aguardando escala para vôo no programa do ônibus espacial, como especialista de missão.
Foi ao espaço pela primeira vez em 15 de novembro de 2008, como tripulante da STS-126 Endeavour, missão designada para ampliar as instalações da ISS, de maneira a permitir sua ocupação por um número maior de tripulantes a partir de 2009. Nesta missão Bowen realizou três caminhadas espaciais, completando mais de 18 horas no espaço exterior, realizando diferentes tarefas.
Seu segundo voo espacial foi na missão STS-132, que transportou o módulo russo de pesquisa Rassvet para instalação na estrutura da ISS, em maio de 2010, última missão do ônibus espacial Atlantis ao espaço. Nesta missão Bowen completou, no dia 17 de maio, 7h25min de caminhada espacial com seu colega Garrett Reisman e, no dia 19 de maio, mais 7h09min com Michael Good.
Em 2011 Bowen realizou seu terceiro voo espacial de uma maneira um tanto inesperada. Foi escolhido como membro da tripulação da missão STS-133, em substituição ao astronauta Timothy Kopra, que sofrera um acidente de bicicleta poucas semanas antes, ficando assim impossibilitado de tomar parte na missão. Como esta era a última missão da Discovery, Bowen ganhou a curiosa distinção de haver sido tripulante em duas missões de despedida consecutivas (da nave Atlantis e da nave Discovery). Esta missão começou em 24 de fevereiro e encerrou-se em 9 de março de 2011.